# Tóth Tímea
Tóth Tímea (Zalaszentgrót, 1980. szeptember 16. –) válogatott női kézilabdázó.
Általános iskolás korában atletizálni kezdett, egyéni összetettben és súlylökésben az országos döntőbe jutott. Az atlétika mellett a kézilabdát is kipróbálta, a zalaegerszegi Caola játékosa lett. Itt figyelt fel rá a Ferencváros edzője, Németh András, aki 1997-ben csapatához szerződtette. Az 1999/2000-es szezont kölcsönben Vácon töltötte, ahol már több játéklehetőséghez jutott a felnőtt csapatban.
A Ferencváros első csapatában főleg Farkas Ágnes eligazolása után számítottak rá, ő pedig élt is a lehetőséggel, és gólerős játékával meghatározó tagjává vált csapatának, és 2006-ban már az EHF-kupa győztes csapatának vezéregyénisége volt. 2007-től a Hypo Niederösterreich játékosa lett, majd 2009-ben a Váchoz igazolt. A 2010-es Eb-n a középdöntőktől, pótnevezettként szerepelhetett. A kontinensviadal után bejelentette, hogy az Érd csapatában folytatja játékospályafutását.
A magyar válogatottban 2002 és 2010 között 155 alkalommal szerepelt és 488 gólt szerzett.

## Sikerei

### Válogatottban
- Olimpia:
  - 4. helyezett: 2008, Peking
  - 5. helyezett: 2004, Athén
- Világbajnokság:
  - 2. helyezett: 2003
  - 3. helyezett: 2005
- Európa-bajnokság: 
  - 3. helyezett: 2004
  - 5. helyezett: 2006

### Klubcsapatban
- EHF Bajnokok Ligája: 2. helyezett: 2002
- EHF-kupa: győztes: 2006
- Magyar bajnokság: 2-szeres győztes: 2002, 2007
- Magyar kupa: 2. helyezett: 2007

## Díjai
- Magyar Köztársasági Ezüst Érdemkereszt (2008)